# Lycocerus insulsus
Lycocerus insulsus es una especie de coleóptero de la familia Cantharidae. La especie fue descrita científicamente por Edgar von Harold en 1878.

## Subespecies
El espécimen tipo descrito por Harold a comienzos del siglo XIX se identifica con la subespecie Lycocerus insulsus insulsus. En 1906, Maurice Pic describió a Lycocerus insulsus lewisi; sin embargo, en 2007 Yûichi Okushima propuso que debería pertenecer al género Athemellus.